# Himmler András
Himmler András (Budapest, 2003. július 24. —), magyar zenész.

## Életpályája
Középiskolai tanulmányait a Lauder Javne Iskolában végezte, jelenleg az írországi National Film Schoolban folytatja egyetemi képzését. Zenészként közreműködött a Katona József Színház, a Stúdió K Színház, illetve a TÁP Színház előadásaiban, rendszeres fellépője továbbá a Bálint Ház, a BBYO Hungary és a Szarvasi Nemzetközi Zsidó Ifjúsági tábor rendezvényeinek.

## Színházi szerepei
- Faust I-II – zenész[2] (Katona József Színház, 2015.)
- Nóra – karácsony Helmeréknél – zenész[3] (Katona József Színház, 2016.)
- Peer Gynt – kórista[4] (Stúdió K Színház, 2017.)
- Éjjeli Színház – Utazás Faremidóba – zenész[5] (TÁP Színház, 2021.)